# カマラ・ハリスの家族

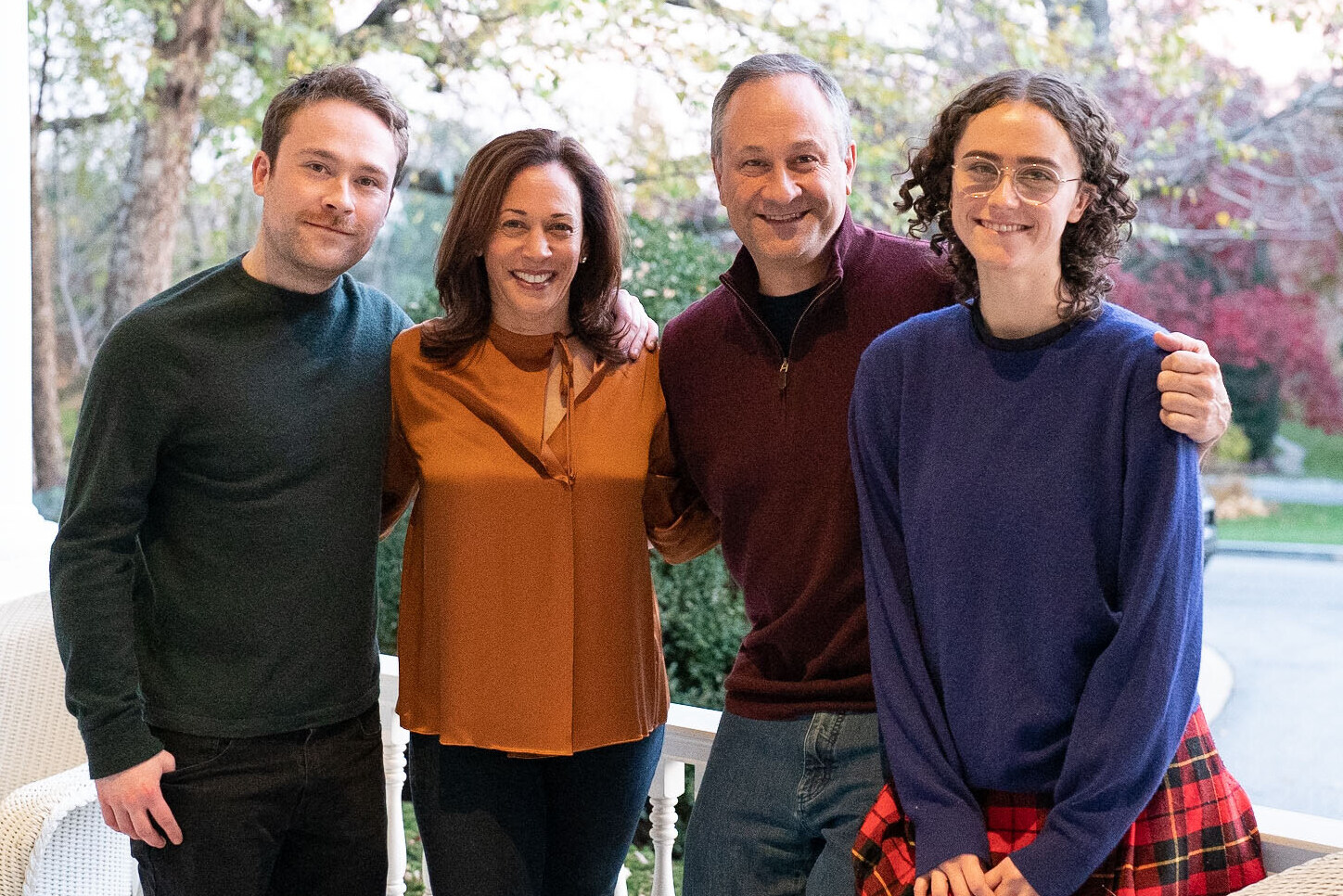
カマラ・ハリスとその夫と継娘たち（2024年）

カマラ・ハリスは、第49代アメリカ合衆国副大統領である。ハリスはそれ以前にはカリフォルニア州選出の連邦上院議員や第32代カリフォルニア州司法長官を務めていた。ハリスの親族には政界や学会での著名人が多数存在する。
ハリスの母方の祖先はインドのタミル・ナードゥ州、父方はジャマイカのセント・アン教区出身である。ハリスの夫はエンターテイメント界の弁護士で法学教授のダグラス・エムホフである。

## 近親者

### ダグラス・エムホフ

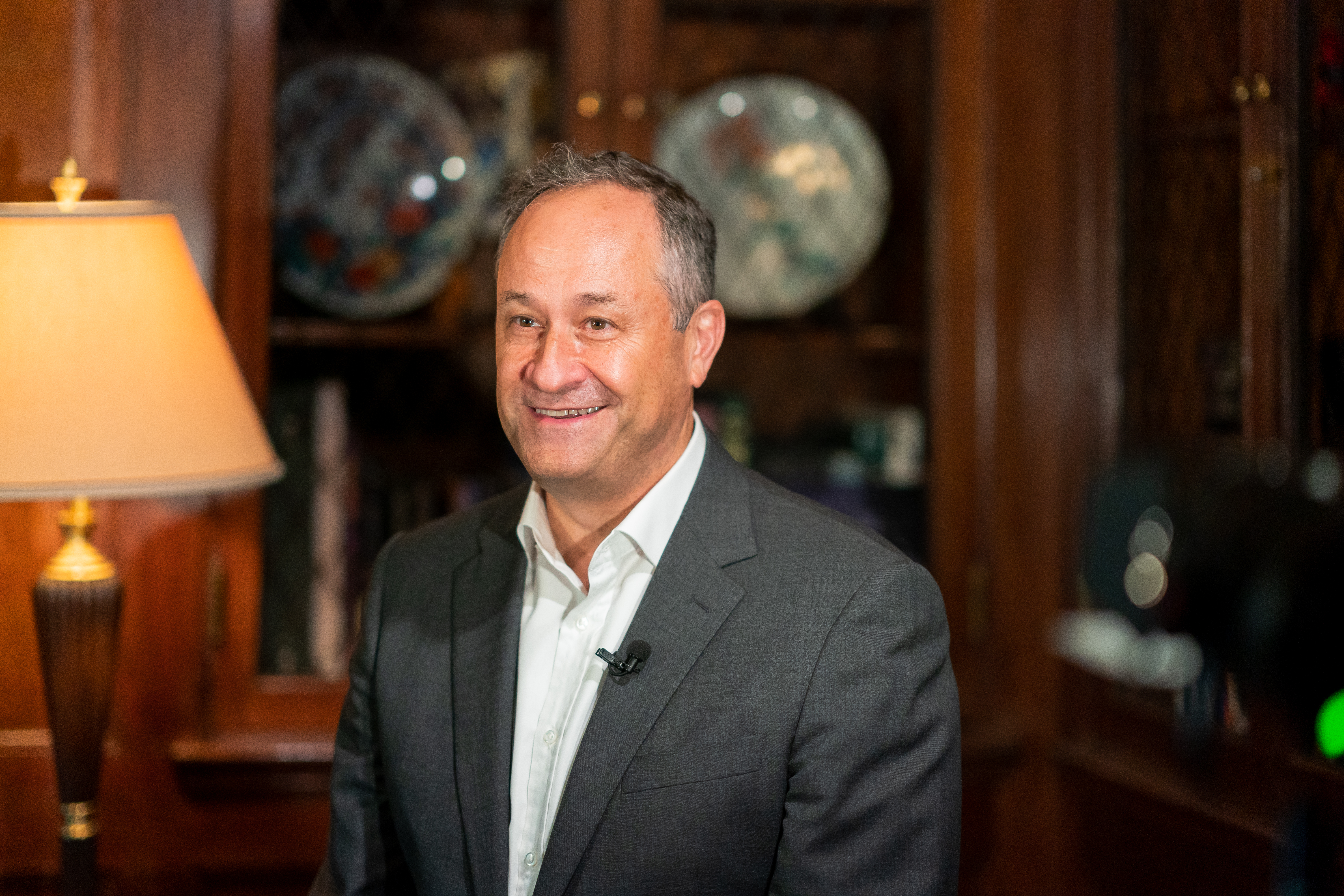
アメリカ合衆国のセカンドジェントルマンのダグラス・エムホフ（2021年）

ダグラス・エムホフは、カマラ・ハリスの夫である。彼はユダヤ系の両親のマイケル（Michael）とバーバラ・エムホフ（Barbara Emhoff）のもとにニューヨーク州ブルックリン区で生まれた。彼は1969年から1981年までニュージャージー州に住み、17歳のときに家族でカリフォルニア州に移った。エムホフはカリフォルニア州立大学ノースリッジ校と南カリフォルニア大学グルード・スクール・オブ・ローを卒業した。彼は1992年に映画プロデューサーのケルスティン・エムホフ（旧姓: マッキン）と結婚し、子供を2人もうけたが、2008年に離婚した。彼は2014年8月22日にカリフォルニア州サンタバーバラでハリスと結婚した。式はハリスの妹のマヤ・ハリスが執り行った。
エムホフはエンターテイメント訴訟の専門家であり、ピルズベリー・ウィンスロップの訴訟団でキャリアをスタートさせた。その後彼は1990年代後半にブティック系法律事務所のベリン・ローリングス&バダルに移籍した。2000年に彼はベン・ウィットウェルと共に自信の事務所を開設し、2006年にこれはヴェナブルに買収された。彼は2017年にDLAパイパーにパートナーとして入社し、ワシントンD.C.とカリフォルニア州のオフィスで勤務した。2020年アメリカ合衆国大統領選挙で妻がジョー・バイデンの伴走者となる発表を受けたエムホフは、事務所を休職した。バイデンとハリスが選挙に勝利した後、選挙陣営は利益相反を避けるためにエムホフが就任式の日までにDLAパイパーから退職すると発表した。

### コール・エムホフ

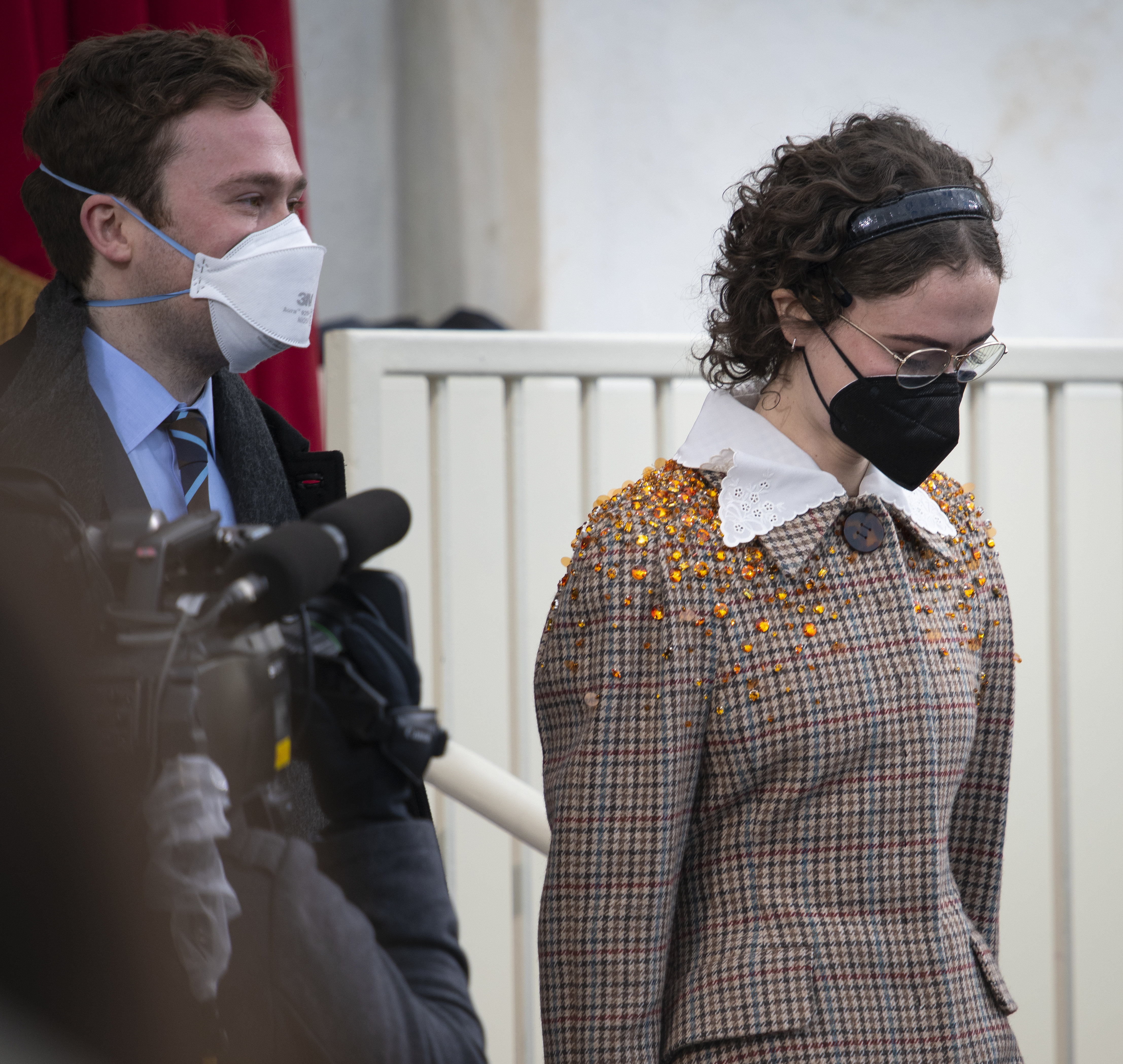
キャピトル・ヒルでの就任式に出席するコールとエラ・エムホフ（2021年1月20日）

コール・マッキン・エムホフ（Cole MacKin Emhoff）は、ダグラス・エムホフとの結婚を通してカマラ・ハリスの継息子となった。彼は1994年9月15日にケルスティン・エムホフとのあいだに生まれ、ジャズ・ミュージシャンのジョン・コルトレーンにちなんで名付けられた。エムホフはコロラドカレッジを卒業し、心理学の学士号を取得した。エムホフはウィリアム・モリス・エンデバーでアシスタントを務めた後、プランBエンターテインメントのエグゼクティブ・アシスタントとなった。エムホフはハリスを「モマラ」（Momala）と呼んでいる。彼は2023年10月14日にロサンゼルスでグリーンリー・リトルジョン（Greenley Littlejohn）と結婚した。式はカマラ・ハリスが執り行った。

### エラ・エムホフ
エラ・エムホフは、ダグラス・エムホフとの結婚を通してカマラ・ハリスの継娘となった。彼女は1999年5月29日にケルスティン・エムホフとのあいだに生まれ、ジャズ・シンガーのエラ・フィッツジェラルドにちなんで名付けられた。2014年、彼女はボー・バーナムの楽曲「Repeat Stuff」のミュージック・ビデオに出演した。2018年、エムホフは水泳チームに所属していたロサンゼルスの高校を卒業した。その後。彼女はパーソンズ美術大学でアパレルとテキスタイルを専攻するアーティストとなった。エムホフもまたハリスを「モマラ」（Momala）と呼んでいる。彼女は就任式当日のドレスをデザイナーのバットシェバ・ヘイと共同でデザインした。

### 近親者の家系図
|                           |                           |                           |                           | ケルスティン・エムホフ 1967年生 | ケルスティン・エムホフ 1967年生 | ケルスティン・エムホフ 1967年生 | ケルスティン・エムホフ 1967年生 | ケルスティン・エムホフ 1967年生 | ケルスティン・エムホフ 1967年生 |  |  |                         |                         |                         |                         |                         |                         |  |  | ダグ・エムホフ 1964年生 | ダグ・エムホフ 1964年生 | ダグ・エムホフ 1964年生 | ダグ・エムホフ 1964年生 | ダグ・エムホフ 1964年生 | ダグ・エムホフ 1964年生 |  |  |  |  |  |  |  |  | カマラ・ハリス 1964年生 | カマラ・ハリス 1964年生 | カマラ・ハリス 1964年生 | カマラ・ハリス 1964年生 | カマラ・ハリス 1964年生 | カマラ・ハリス 1964年生 |
|                           |                           |                           |                           | ケルスティン・エムホフ 1967年生 | ケルスティン・エムホフ 1967年生 | ケルスティン・エムホフ 1967年生 | ケルスティン・エムホフ 1967年生 | ケルスティン・エムホフ 1967年生 | ケルスティン・エムホフ 1967年生 |  |  |                         |                         |                         |                         |                         |                         |  |  | ダグ・エムホフ 1964年生 | ダグ・エムホフ 1964年生 | ダグ・エムホフ 1964年生 | ダグ・エムホフ 1964年生 | ダグ・エムホフ 1964年生 | ダグ・エムホフ 1964年生 |  |  |  |  |  |  |  |  | カマラ・ハリス 1964年生 | カマラ・ハリス 1964年生 | カマラ・ハリス 1964年生 | カマラ・ハリス 1964年生 | カマラ・ハリス 1964年生 | カマラ・ハリス 1964年生 |
|                           |                           |                           |                           |                                 |                                 |                                 |                                 |                                 |                                 |  |  |                         |                         |                         |                         |                         |                         |  |  |                         |                         |                         |                         |                         |                         |  |  |  |  |  |  |  |  |                         |                         |                         |                         |                         |                         |
|                           |                           |                           |                           |                                 |                                 |                                 |                                 |                                 |                                 |  |  |                         |                         |                         |                         |                         |                         |  |  |                         |                         |                         |                         |                         |                         |  |  |  |  |  |  |  |  |                         |                         |                         |                         |                         |                         |
|                           |                           |                           |                           |                                 |                                 |                                 |                                 |                                 |                                 |  |  |                         |                         |                         |                         |                         |                         |  |  |                         |                         |                         |                         |                         |                         |  |  |  |  |  |  |  |  |                         |                         |                         |                         |                         |                         |
|                           |                           |                           |                           |                                 |                                 |                                 |                                 |                                 |                                 |  |  |                         |                         |                         |                         |                         |                         |  |  |                         |                         |                         |                         |                         |                         |  |  |  |  |  |  |  |  |                         |                         |                         |                         |                         |                         |
| コール・エムホフ 1994年生 | コール・エムホフ 1994年生 | コール・エムホフ 1994年生 | コール・エムホフ 1994年生 | コール・エムホフ 1994年生       | コール・エムホフ 1994年生       |                                 |                                 |                                 |                                 |  |  | エラ・エムホフ 1999年生 | エラ・エムホフ 1999年生 | エラ・エムホフ 1999年生 | エラ・エムホフ 1999年生 | エラ・エムホフ 1999年生 | エラ・エムホフ 1999年生 |  |  |                         |                         |                         |                         |                         |                         |  |  |  |  |  |  |  |  |                         |                         |                         |                         |                         |                         |

## 両親

### シャマラ・ゴパラン
シャマラ・ゴパランは、カマラ・ハリスの母親である。シャマラ（Shyamala, 1938年12月7日 - 2009年2月11日）は、ローレンス・バークレー国立研究所の生物医学科学者であり、彼女のプロゲステロン受容体遺伝子の単離と特徴づけの研究は乳房生物学と 腫瘍学の発展に貢献した。

### ドナルド・J・ハリス
ドナルド・J・ハリスは、カマラ・ハリスの父親である。彼はジャマイカ系アメリカ人の経済学者でスタンフォード大学名誉教授である。ハリスは1938年8月23日にベリル・クリスティ・ハリス（Beryl Christie Harris, 旧姓: フィネガン《Finegan》）とオスカー・ジョセフ・ハリス（Oscar Joseph Harris）のあいだに生まれた。彼はジャマイカのブラウンズタウン近郊のセント・アン教区のオレンジ・ヒル地区で育った。ハリスは1960年に西インド諸島大学でB.A.を取得した。1963年にはアメリカ合衆国に渡り、1966年にカリフォルニア大学バークレー校でPhDを取得した。彼は後に結婚するシャマラ・ゴパランとは公民権運動を通じて知り合った。ハリスは1966年から1967年までイリノイ大学アーバナ・シャンペーン校、1967年から1968年までノースウェスタン大学でアシスタント・プロフェッサーを務めた。1968年には彼はウィスコンシン大学マディソン校にアソシエイト・プロフェッサーとして移籍した。1972年に彼はスタンフォード大学に経済学教授として加わった。1986年から1987年にかけて彼は西インド諸島大学の社会科学コンソーシアム大学院を指導した。彼は1991年にブラジルで、1992年にメキシコでフルブライト奨学生として過ごした。1998年にスタンフォード大学を退職し、名誉教授となった。

## その他の関係者

### マヤ・ハリス

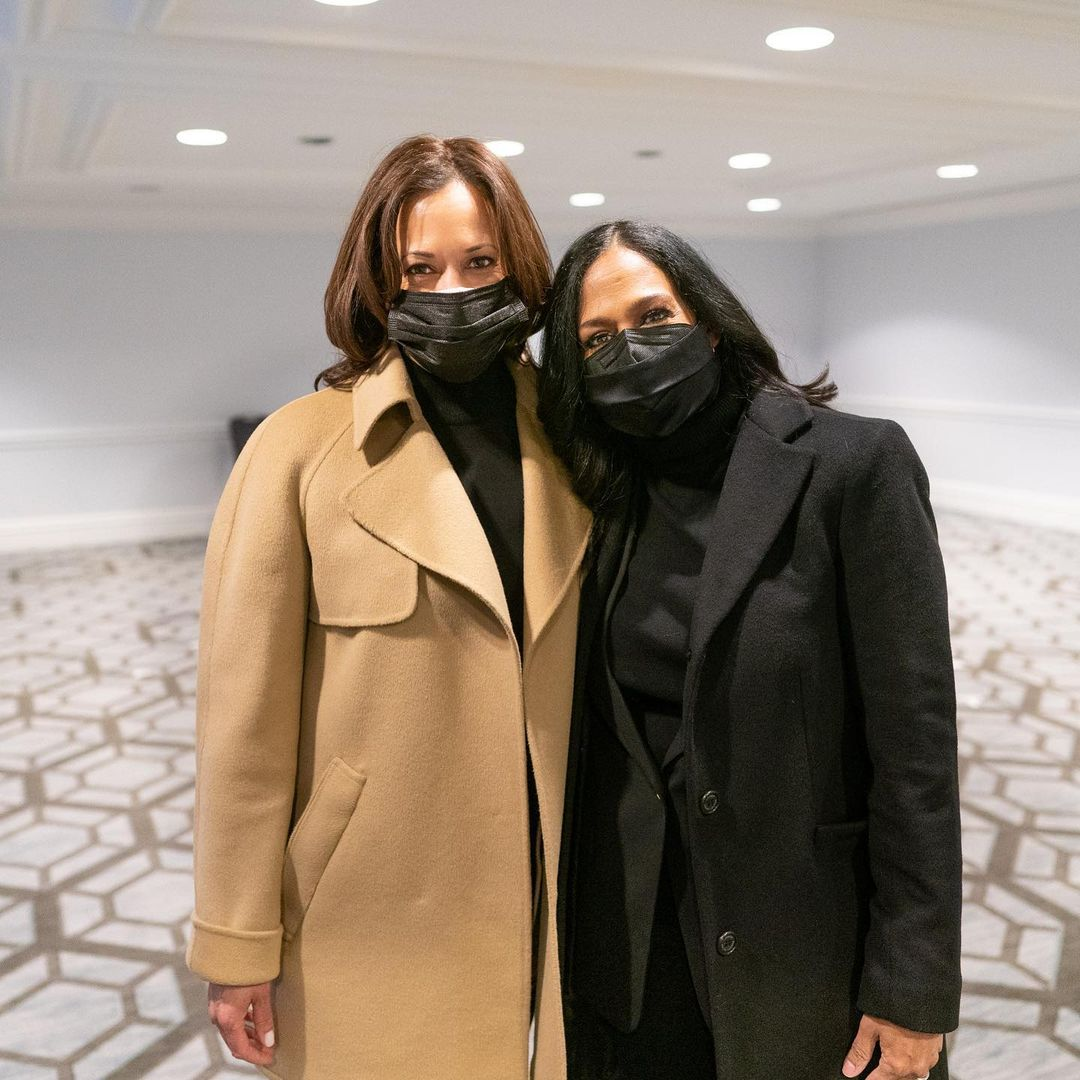
カマラ・ハリスとその妹のマヤ・ハリス（2021年1月）

マヤ・ハリスは、カマラ・ハリスの妹である。彼女はイリノイ州シャンペーン＝アーバナで生まれ、サンフランシスコ・ベイエリアとモントリオールで育った。彼女は17歳のときに一人娘のミーナ・ハリスを出産した。彼女はカリフォルニア大学バークレー校でB.A.、スタンフォード・ロー・スクールでJ.D.を取得した。彼女は弁護士、公共政策提唱者、テレビコメンテーターとして働いている。ハリスは1998年7月に弁護士のトニー・ウェストと結婚した。

### ミーナ・ハリス
ミーナ・ハリスは、カマラ・ハリスの姪である。彼女は1984年にカリフォルニア州オークランドで生まれた。ハリスはスタンフォード大学で学士号、ハーバード・ロー・スクールでJ.D.を取得した。彼女は弁護士、絵本作家である。彼女は社会政策問題への関心を高めるキャンペーンを立ち上げている。2020年に彼女は母と叔母の半生を題材にした絵本を出版した。ハリスは夫のニコラス・アジャグ（Nikolas Ajagu）とのあいだに娘を2人もうけている。

### P・V・ゴパラン
P・V・ゴパラン（1911年 - 1998年2月）は、カマラ・ハリスの母方の祖父である。ゴパランはキャリア公務員であり、最終的には労働・雇用・リハビリテーション省で共同秘書官を務めた。彼は後にザンビアの政府に派遣され、南ローデシア（現在のジンバブエ）からの難民の流入に対処するザンビアを支援するためにルサカで救済措置・難民担当局長として過ごした。ゴパランとその妻のラジャム（Rajam）はタミル・ナードゥ州出身であり、見合い結婚した。夫婦には子供が4人いた。長女のシャマラはアメリカ合衆国とカナダで科学者となった。息子のバラチャンドランはウィスコンシン大学マディソン校で経済学とコンピュータ科学のPhDを取得し、インドで研究生活に戻った。次女のサララ（Sarala）は産科医であり、インドの沿岸都市のチェンナイで開業した。末娘のマハラクシュミ（Mahalakshmi）は情報科学者であり、オンタリオ州政府で働いた。

### ゴパラン・バラチャンドラン
ゴパラン・バラチャンドラン（Gopalan Balachandran）は、カマラ・ハリスの叔父であり、コルカタのセント・ザビエル大学、コルカタ大学、インペリアル・カレッジ・ロンドンで学んだ。1978年、彼はウィスコンシン大学で経済学とコンピュータ科学のPhDを取得し、論文は分散型経済の金融規制に関するものであった。彼はデリーのデリーのマノハール・パリカール国防研究・分析所でコンサルティングフェローを務めた。彼は1980年にロサマリア・オリウエラ・バスルト（Rosamaria Orihuela Basurto）と結婚した。

### シャラダ・バラチャンドラン
シャラダ・バラチャンドラン・オリウエラ（Sharada Balachandran Orihuela）は、カマラ・ハリスの従姉妹である。彼女はメキシコでロサマリア・オリウエラとゴパラン・バラチャンドランとのあいだに生まれたインド系メキシコ人である。彼女はニューデリーで正式な教育を受け始め、インド、メキシコ、アメリカ合衆国を頻繁に往来した。2001年に大学進学のためにカリフォルニア州オークランドに移った後、バラチャンドラン・オリウエラの叔母のシャマラ・ゴパランがアメリカ同時多発テロ事件後の人種関係に取り組むのを手伝い、後に彼女の知的軌跡に影響を与えた。バラチャンドラン・オリウエラはミルズ・カレッジとカリフォルニア大学デービス校を卒業した。彼女はメリーランド大学カレッジパーク校の英語と比較文学のアソシエイト・プロフェッサーである。彼女は2018年に『Fugitives, Smugglers, and Thieves』を執筆した。

## カマラ・ハリスの祖先
カマラ・ハリスは父方がジャマイカ系、母方がインド系である。ドナルド・J・ハリスは、ハリスという苗字は地主で農産物輸出業者であった父方の祖父のジョセフ・アレクサンダー・ハリス（Joseph Alexander Harris）に由来し、父方の祖母の「ミス・クリッシー」（"Miss Chrishy", 旧名: クリスティアナ・ブラウン《Christiana Brown》）は奴隷にされたジャマイカ人とプランテーションおよび奴隷所有者のハミルトン・ブラウンの子孫であると、自身の家系についての記事に書いている。しかしながらファクトチェックウェブサイトのスノープスは、この主張をさらなる調査が必要な未証明事項であると認定した。2019年7月、スノープスはハリスが提供した祖父母の出生と死亡の重要な日付の一部に誤りがあることを指摘した。翌年、ポリティファクトはスノープスの未証明評価には踏み込まず、この物語の信憑性を再度検証し、ドナルドが自分は奴隷所有者の子孫であると主張したことについて、「私は彼の発言を信じたい」と書いた。